# 八卦岭满族乡
八卦岭满族乡，是中华人民共和国河北省承德市兴隆县下辖的一个乡镇级行政单位。

## 行政区划
八卦岭满族乡下辖以下地区：
冷嘴头村、珍珠村、草场村、八卦岭村、三道川村、东区村、江湖峪村和西区村。